# Ophiodothella lagerstroemiae
Ophiodothella lagerstroemiae är en svampart som beskrevs av Hosag. & N.C. Nair 1986. Ophiodothella lagerstroemiae ingår i släktet Ophiodothella och familjen Phyllachoraceae.   Inga underarter finns listade i Catalogue of Life.